# Claude Morange
Claude Morange (Bourg-la-Reine, 11 de febrero de 1937-París, 4 de diciembre de 2019) fue un hispanista francés.

## Biografía
Alumno de la École Normale Supérieure de Saint-Cloud, fue profesor de la Universidad de París I (Sorbonne) y de la Universidad de París III (Sorbonne Nouvelle), de la que fue también Maître de Conférences, y se especializó en el estudio de la Ilustración española y la época de su primer liberalismo. Fue miembro del Comité de Redacción de la revista Trienio y asesor del Comité Científico de Cahiers de Civilisation Espagnole Contemporaine. Dedicó monumentales estudios a la figura y la obra (que editó también) del periodista y escritor Sebastián de Miñano, y (editado póstumo en 2019), a la revista del Trienio Constitucional (1820-1823) El Censor, impresa entre 1820 y 1822 por León Amarita y escrita en su mayor parte por los afrancesados Sebastián de Miñano, Alberto Rodríguez de Lista y José Mamerto Gómez Hermosilla. Sus artículos y estudios, muy ricos en información de primera mano extraída de los muchos archivos que consultó, reflejan profundos análisis de la transición entre el Antiguo Régimen y el estado liberal en España, cuyo constitucionalismo también sometió a exégesis. Dio asimismo a conocer el epistolario del afrancesado Luis Gutiérrez (1771-1808) y los escritos políticos del liberal y conspirador Juan de Olavarría (1787-1837).

## Obras
- En los orígenes del moderantismo decimonónico: El Censor (1820-1822): promotores, doctrina e índices. Salamanca: Universidad de Salamanca, 2019.
- Sebastián de Miñano y Bedoya, Sátiras y panfletos del Trienio Constitucional (1820-1823). Selección, presentación y notas de Claude Morange, Centro de Estudios Constitucionales («Clásicos del pensamiento político y constitucional español», 22), Madrid 1994
- Paleobiografía (1779-1819) del “Pobrecito Holgazán” Sebastián de Miñano y Bedoya, Salamanca, Ediciones Universidad, 2002.
- Siete calas en la crisis del Antiguo Régimen Español: y un panfleto clandestino de 1800, Alicante: Diputación, Instituto de Cultura "Juan Gil-Albert", 1990. ISBN 84-7784-958-7
- "Sebastián de Miñano y Bedoya", en Alberto Gil Novales (dir.) Diccionario Biográfico del Trienio Liberal, Madrid: El Museo Universal, 1991.
- Una conspiración fallida y una Constitución nonnata (1819), Madrid: Centro de Estudios Políticos y Constitucionales. Mº de la Presidencia, 2006[4]
- "Sebastián de Miñano durante la Guerra de la Independencia. IV", Trienio, 35 (2000), pp. 5-55.
- "La Intelectocracia como estrategia antidemocrática en el primer Moderantismo (en torno a un manifiesto de 1821)", La Revolución liberal. Congreso sobre la Revolución liberal española en su diversidad peninsular (e insular) y americana, Madrid, abril de 1999, ed. Alberto Gil Novales, Madrid, Ediciones del Oro, 2001. (Colección: Anejos de la revista Trienio. Ilustración y Liberalismo, n.º 5), pp. 295-310.
- "Opinión pública: cara y cruz del concepto en el primer liberalismo español", Sociabilidad y liberalismo en la España del siglo XIX. Homenaje a Alberto Gil Novales, ed. Juan Francisco Fuentes y Lluis Roura, Lérida, Ed. Milenio, 2001, pp. 117-145.
- "Une tentative précoce de diffusion en Espagne de l'industrialisme saint-simonien: octubre de 18202, en: La imagen de Francia en España: (1808-1850) Coloquio internacional Université de Paris III-Sorbonne Nouvelle coord. por Javier Fernández Sebastián, Jean-René Aymes, 1997, ISBN 84-7585-924-0, pags. 87-106
- "Le voyage en France d'Antonio Ponz ou l'Espagne au coeur" en: L'image de la France en Espagne pendant la seconde moitié du XVIIIº siècle = La imagen de Francia en España durante la segunda mitad del siglo XVIII: [coloquio organizado por CRODEC ( Centre de Recherche sur les origines de l'Espagne Contemporaine ) coord. por Jean-René Aymes, 1996, ISBN 84-7784-225-6, pags. 241-255
- "Sobre el diario de emigración de un eclesiástico francés "refractario": el Abate Gaultier" en: Estudios de Historia Social, ISSN 0210-1416, N.º 36-37, 1986, pags. 171-177
- "En los orígenes del liberalismo vasco: "El Liberal Guipuzcuano" (1820-1823)" en: Estudios de Historia Social, ISSN 0210-1416, N.º 22-23, 1982 (Ejemplar dedicado a: Liberalismo y represión en el siglo XIX español), págs. 41-52
- "De "manola" a obrera: la revuelta de las cigarreras en Madrid en 1830. Notas sobre un conflicto de trabajo" en: Estudios de Historia Social, ISSN 0210-1416, N.º 12-13, 1980 (Ejemplar dedicado a: Pobreza y asistencia social en el XVIII español), pags. 307-321
- "El programa político de la Conspiración de 1812" en: Trienio: Ilustración y Liberalismo, ISSN 0212-4025, N.º 39, 2002, pags. 31-61
- Ed. de Juan de Olavarría, Reflexiones a las Cortes y otros escritos políticos. Universidad del País Vasco = Euskal Herriko Unibertsitatea, Servicio de Publicaciones, 2007.